# Rama de Investigación de Accidentes Aéreos
La División de Investigación de Accidentes Aéreos  (en inglés: Air Accidents Investigation Branch) con las siglas (AAIB) investiga accidentes de aeronaves civiles e incidentes graves dentro del Reino Unido, sus territorios de ultramar y las dependencias de la corona. La AAIB es una rama del Departamento de Transporte y tiene su sede en los terrenos del aeropuerto de Farnborough, Inglaterra.

## Historia
La investigación de accidentes aéreos en el Reino Unido comenzó en 1912, cuando el Royal Aero Club publicó un informe sobre un accidente fatal en el aeródromo de Brooklands, Surrey.
La AAIB se fundó en 1915 como la División de Investigación de Accidentes (AIB) del Real Cuerpo Aéreo (RFC). El capitán George Bertram Cockburn fue designado como el "Inspector de Accidentes" del RFC, y reportaba directamente al director general de Aeronáutica Militar del Ministerio de Guerra del Reino Unido.
Después de la Primera Guerra Mundial, se creó el Departamento de Aviación Civil en el Ministerio del Aire del Reino Unido y la AIB pasó a formar parte de ese departamento con el cometido de investigar accidentes  aéreos tanto civiles como militares.
Después de la Segunda Guerra Mundial se creó el Ministerio de Aviación Civil y en 1946 la AIB fue transferida a él, pero continuó ayudando a la Real Fuerza Aérea en las investigaciones de accidentes aéreos, una situación que ha continuado desde ese momento.
Después de trabajar bajo varios ministerios matrices incluido el Departamento de Comercio del Reino Unido,  la AIB se trasladó al entonces Departamento de Transporte en 1983 y en noviembre de 1987 su nombre fue cambiado a la División de Investigación de Accidentes Aéreos (AAIB). Actualmente, la AAIB ha pasado a formar parte del reorganizado Departamento de Transporte del Reino Unido (DFT) desde 2002. En 2024, la AAIB recibió el Premio Lennox-Boyd de la Asociación de Pilotos y Propietarios de Aeronaves.

## Sede central

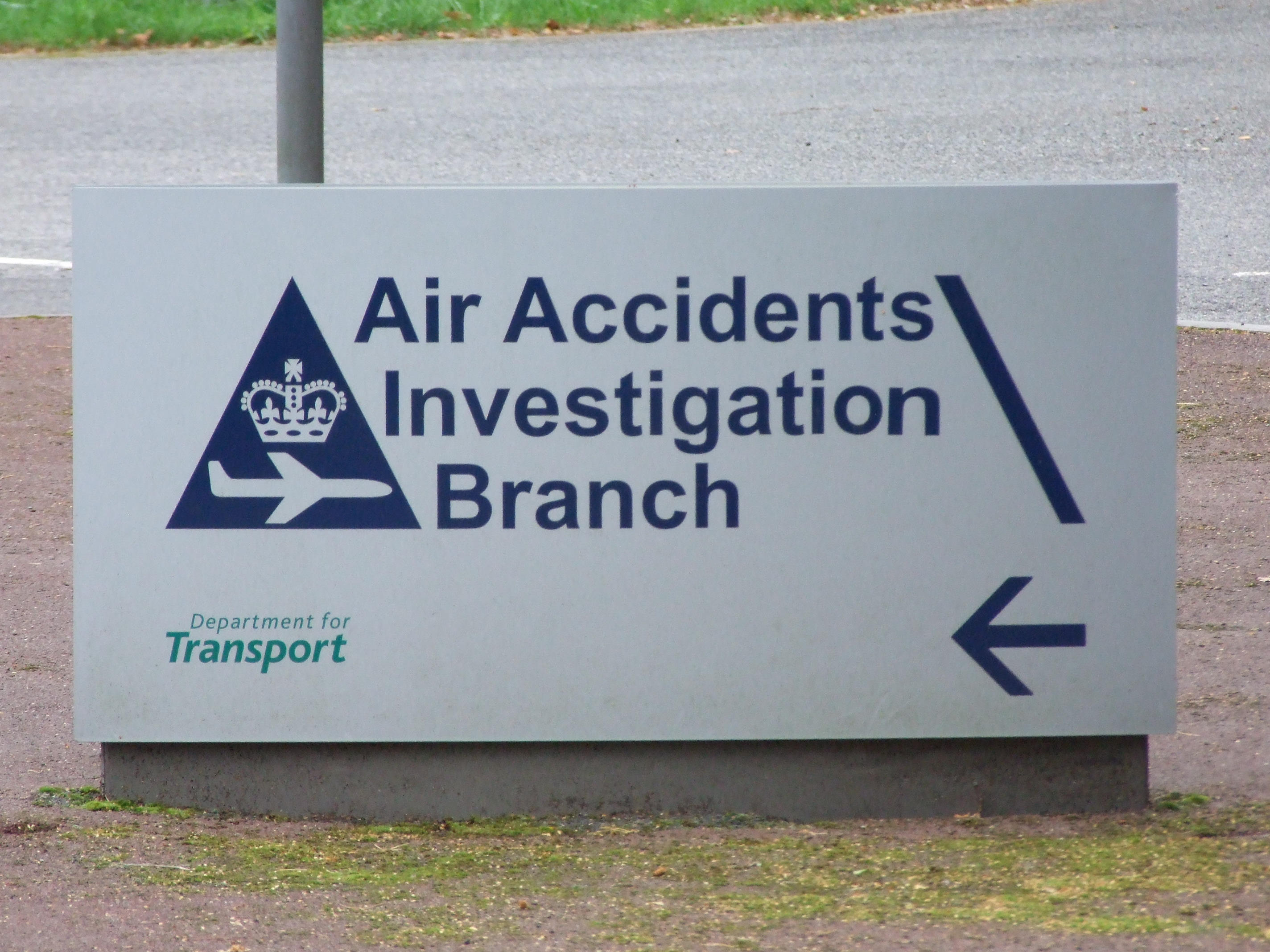
Cartel de señalización que conduce a la entrada de Farnborough House, la sede de la AAIB

La AAIB tiene su sede central en Farnborough House, un edificio que forma parte de un complejo de edificios dentro de los límites del Aeropuerto de Farnborough,  ubicado entre Aldershot y Farnborough, dentro del distrito de Rushmoor. El lugar de la sede central es de aproximadamente 1,75 hectáreas (4,3 acres), que alberga tres edificios grandes e instalaciones de estacionamiento, se encuentra en un área ligeramente boscosa al sur de la pista principal del Aeropuerto de Farnborough. Los edificios en el lugar de la AAIB incluyen un edificio de oficinas de techo plano de dos pisos en forma de L (a partir de 2005) y un hangar.  Los edificios originales eran de la década de 1970. Lana Design supervisó la construcción de una nueva ampliación de dos plantas y 4.700 metros cuadrados (51.000 pies cuadrados) al edificio principal. Incluye oficinas, laboratorios acústicos y una sala de conferencias. La ampliación tuvo un coste de 2,6 millones de libras.
El emplazamiento de la AAIB se encuentra al sur del Aeropuerto de Farnborough y al este del depósito de municiones de Puckeridge, y se encuentra cerca del canal de Basingstoke. Desde Cove Brook, a unos 150 metros (500 pies) al sur de la sede de la AAIB, se extiende desde el sur al norte. Se puede acceder a la sede de la AAIB desde Berkshire Copse Road, que atraviesa la longitud del emplazamiento de la sede central de la AAIB. El municipio de Rushmoor declaró que el complejo de la AAIB:

"Requiere una ubicación aislada y segura" debido a "la naturaleza de su funcionamiento".

Anteriormente, la oficina central de la AAIB estaba en Shell Mex House en el Strand en la ciudad de Westminster, Londres.

## Organización
La AAIB tiene 64 empleados. Estos están categorizados como:
- Inspector jefe de accidentes aéreos.
- Inspector jefe adjunto de accidentes aéreos.
- Seis equipos de inspectores de todas las disciplinas, cada uno dirigido por un inspector principal.

Los inspectores de la AAIB se dividen en tres categorías:
- Inspector de operaciones: debe poseer una licencia de piloto de transporte de aerolínea vigente con un certificado médico válido de clase I. Debe poder ofrecer la experiencia de mando adecuada en aeronaves de ala fija o helicópteros, y un amplio conocimiento de la aviación.

- Inspector de ingeniería: debe poseer un título en ingeniería y/o ser ingeniero colegiado con mínimo de cinco años de experiencia posterior a la obtención de su título. También tener conocimiento y experiencia en sistemas de control en aeronaves modernas.

- Inspector de grabadores de vuelo: debe de ser licenciado en ingeniería electrónica/eléctrica o en una disciplina relacionada con la ingeniería aeronáutica y/o miembro colegiado de un instituto de ingeniería pertinente con ocho años de experiencia desde su obtención. También debe poseer conocimiento y experiencia en la aviónica moderna.

En la AAIB también hay un Jefe de Administración que cuenta con el apoyo de dos equipos, la Unidad de Apoyo a los Inspectores (ISU), que proporciona apoyo administrativo a los inspectores principales y sus equipos, y la Unidad de Información (IU), que es el primer ingreso de contacto para los accidentes que se informan.
El personal administrativo de la AAIB forma parte del Departamento de Transporte del Reino Unido (DFT) y se recluta de acuerdo con las pautas del Servicio civil del Reino Unido.

## Investigaciones
Cuando la AAIB realiza investigaciones, esta las categoriza en dos categorías: "Accidente" o "Incidente grave".
- Un "Accidente" es cuando una persona sufre una lesión grave o mortal, la aeronave sufre daños o fallas estructurales que afectan negativamente su rendimiento, cuando la aeronave desaparece o no  hay sobrevivientes a causa del choque y la aeronave este fragmentada entre los restos de la aeronave.

- Un "Incidente grave" significa un incidente en el que casi se produce un accidente pero sus efectos son más leves, por ejemplo, no hay personas heridas, la aeronave tiene daños menores y puede ser reparada para volver a estar en servicio.

La AAIB es responsable de la investigación de accidentes aéreos civiles e incidentes graves dentro del Reino Unido, su espacio aéreo y sus territorios marítimos.  Estos son Anguila, Bermudas, las Islas Vírgenes Británicas, las Islas Caimán, Gibraltar, las Islas Malvinas, Montserrat y las Islas Turcas y Caicos.
La AAIB también puede participar y brindar apoyo técnico o experiencia en las investigaciones que ocurran en otros países cuando el accidente o incidente involucra a una aeronave registrada o construida en Gran Bretaña o a una aerolínea del Reino Unido, o cuando su participación es solicitada específicamente por el país anfitrión que realiza la investigación.

## Designación con la Autoridad de Investigación de Accidentes Espaciales
En 2021, La AAIB anunció que había sido designada como la Autoridad de Investigación de Accidentes Espaciales (SAIA) en el Reino Unido, de conformidad con el Reglamento de Actividades de Vuelos Espaciales en la sección de Investigación de Accidentes de Vuelos Espaciales de 2021. Independientemente de la Agencia Espacial del Reino Unido, la SAIA investigará los accidentes de vuelos espaciales que ocurran dentro o sobre el Reino Unido.